# Jacqueline Roque
Jaqueline Roque (Parigi, 24 febbraio 1926 – Mougins, 15 ottobre 1986) è stata un'artista francese, meglio conosciuta come musa e seconda moglie di Pablo Picasso. Il loro matrimonio durò 11 anni fino alla sua morte, durante i quali creò oltre 400 ritratti di lei.

## Biografia
Jacqueline Roque era sposata con l'ingegnere André Hutin dal quale ebbe la figlia, Catherine Hutin-Blay.
Dopo la nascita, la coppia si trasferì in Africa ma il matrimonio fallì e Jaqueline tornò in Francia con la figlia.
Jacqueline Roque incontrò Pablo Picasso nel 1952, quando lui aveva 72 anni e lei 27, e l'artista era in un momento di tensione con Françoise Gilot che se ne era andata con i loro due figli Claude e Paloma.
Jacqueline Roque lavorava da Madoura, ceramista con cui Picasso collaborava già dal 1946. Agli occhi dell'anziano artista Jaqueline incarnava la bellezza delle donne spagnole della sua infanzia.
Si sposarono nel 1961 a Vallauris e Jacqueline vegliò sugli ultimi anni di Picasso fino alla sua morte nel 1973.
Ereditò la maggior parte delle opere di Picasso, la sua casa Notre-Dame-de-Vie a Mougins e il castello di Vauvenargues.

Successivamente, sprofondata nella depressione e nell'alcol, Jacqueline Roque-Picasso si suicidò il 15 ottobre 1986 con un'arma da
fuoco.
Per sua volontà è sepolta accanto a Picasso nel parco del castello di Vauvenargues.